# Cresmatoneta mutinensis
Espèce
Synonymes
- Formicina mutinensis Canestrini, 1868
- Formicina eleonorae Costa, 1883
- Cresmatoneta eleonorae (Costa, 1883)
- Formicina mutinensis orientalis Strand, 1914

Cresmatoneta mutinensis est une espèce d'araignées aranéomorphes de la famille des Linyphiidae.

## Distribution
Cette espèce se rencontre en zone paléarctique.

## Publication originale
- Canestrini, 1868 : Nuove aracnidi italiani. Annuario della Società dei Naturalisti in Modena, vol. 3, p. 190-206.